# Ezra Bridger
Ezra Bridger a Csillagok háborúja kitalált univerzumának része a Disney által létrehozott kánonban. A Star Wars: Lázadók című sorozatban tűnt fel először melynek főszereplője is. Eddig még csak a sorozatban jelent meg.
Ezra egy 14 éves fiú, aki 7 éves korától az utcán élt, szülei eltűntek. Erőérzékeny, utcai tolvajlásokból tartja fenn magát, különösen a Biroldalmiaknak szeret bosszúságot okozni. A „Szellem” legénységével való találkozásakor gyökeresen megváltozik az élete, Kanan Jarrus szárnyai alá veszi a fiút, és jedit nevel belőle. Ezra saját fénykardját is összerakja, amihez egy ősi Jedi-templomból szerez kristályt, amitől kék színű lesz a pengéje. A templomban, ahol szembenéz legnagyobb félelmeivel, Yoda hangja kíséri végig.
Bridger a történet során padavanná válik, végül méltó ellenfele lesz az Inkvizítor-nak a Mustafar feletti csatában. Bizonyítja képességeit, hogy míg eleinte nem hisz magában, addigra a párbajban már egyetlen mozdulattal leveszi Jarrus fénykardját az Inkvizítor övéről az Erő segítségével. Bridger túléli a párbajt, az Inkvizítor meghal. Bridger és társai visszatérnek a második, harmadik és a negyedik, végső évadban is.

## Története

### Gyermekkor
Ezra Bridger YE 19-ben született a Birodalom napján. Szülei Myra Bridger és Ephraim Bridger, akik egy birodalmi rádiót használtak, hogy megfigyelhessék, mit csinál a Birodalom Lothalon. Azonban ez az életukbe került, elfogták és bezárták őket egy birodalmi börtönben, amikor Ezra hétéves volt. Ezután Bridger egyedül maradt, a saját szabályai szerint élt, lopkodott birodalmi rohamosztagok sisakjait. Ezra egy rádiótoronyban élt, amit Ezra Tornyának nevezett el.

### A Lázadók közt
Találkozás a Szellemmel
Ezra Bridger élelem után kutat Lothal fővárosában, amikor egy kereskedőt vesz észre akit éppen le akarnak tartóztatni. Ezra elveszi az egyik tiszit kommunikátor és elküldi onnan a birodalmiakat, ezalatt ő néhány jogánt lop az eladótól. Ekkor észrevesz néhány lázadót akik ellopnak pár ládát. Két ládát elvisz de a csapat követni kezdi. Végül egy TEI jelenik meg ami rátámad, de egy hajó kilövi majd felveszi a fedélzetre.
Ezra elkapása
A csapat elmegy egy hajóhoz, hogy kiszabadítson néhány vukit a birodalom fogságból. A csapat már elindulás amikor kiderül, hogy ez csapda. Ezra elindulás, hogy figyelmeztesse őket de későn érkezik. A csapat szerencsére megmenekül, de Ezrát elkapja Kallus ügynök.
A csillagrombolói akció
Ezra kiszabadul a cellájaból, visszaszerzi a felszerelését és megtudja, hogy a vukikat a Casselre szállítják. Eközben a a Szellem visszatér, hogy kimentse. Hirtelen egy szellőzőből kiugrik és Zeb leüti,  mert azt hiszi, hogy rohamosztagos. Amikor mindenki a hajón van Sabin felrobban egy hangárt, hogy kijussanak.
A Kessel-i bánya
Ezra, Kanan és a többiek a Kessel-i bányára mennek, hogy kiszabadítsák a vukikat. Amikor meg akarnak szökni rájuk támad Kallus ügynök és a rohamosztagosok. Hera felszáll, Kanan pedig előveszi a fénykardját, hogy megvedje a vukikat. Ezra eközben megment egy kisvukit, de egy rohamosztagos követi. Kanan megmenti a vukik pedig egy hajóval távoznak.
Visszatértek a Lothalra, és Ezra visszamegy a tornyában. Kanan választást ajánl neki: megtarthatja a fénykardját vagy megtanitja hasznalni az erőt.

### Padavanként
Ezrát Kanan Jarrus kezdte el tanítgatni. Eleinte gyenge és ügyetlen volt, de egyre jobban ment neki. Egyik edzésén látomása alatt az összes lövést a célra hárította. A fiú fejlődése később meg is látszik amikor a Mustafar felett történő harcban könnyen leveszi az Inkvizítor övéről mestere fénykardját.
Ezra a következő években egyre jobban kitanulta a jediséget. Ahsoka Tano és Kanan mellett cseperedett saját fénykardot készített és több hírhedt harcossal is( Maul,Darth Vader, Inkvizítorok,stb.) összecsapott.
Mestere, Kanan a negyedik évadban, a Lothalon halt meg, amikor Pryce kormányzó két AT-AT lépegetővel felrobbantotta a Birodalom üzemanyag raktárát, ezzel kioltva Kanan életét. Ezután Ezrát megpróbálta a Császár az oldalára állítani, de nem sikerült.  

## Fegyverei
Egy energiacsúzli, és később egy dupla rácsos guard shoto (tonfa-jellegű, merőleges markolattal is ellátott) kék fénykard, beépített kábító fegyverrel.
Ezután egy átlagosabb, recés markolatú zöld fénykardot és egy sugárvetőt használt.

## Megjelenése
- Star Wars: Lázadók
- Ahsoka